# LNB Pro A 2023-24
La LNB Pro A 2023-2024, denominada por motivos de patrocinio Betclic Élite, fue la edición número 102 de la Pro A, la máxima competición de baloncesto de Francia. La temporada regular comenzó el 16 de septiembre de 2023 y finalizó en mayo de 2024. El campeón fue el AS Monaco Basket, que lograba así su segundo título de forma consecutiva.

## Equipos temporada 2023-24
| Equipo                   | Ciudad           | Pabellón                                     | Capacidad   |
| ------------------------ | ---------------- | -------------------------------------------- | ----------- |
| ADA Blois                | Blois            | Salle du Jeu de Paume                        | 2525        |
| AS Monaco Basket         | Mónaco (Mónaco)  | Salle Gaston Médecin                         | 5000        |
| ASVEL                    | Villeurbanne     | Astroballe                                   | 5556        |
| BCM Gravelines-Dunkerque | Gravelines       | Sportica                                     | 3043        |
| Cholet Basket            | Cholet           | La Meilleraie                                | 5191        |
| Roanne                   | Roanne           | Halle André Vacheresse                       | 5000        |
| Élan Chalon              | Chalon-sur-Saône | Le Colisée                                   | 4540        |
| ESSM Le Portel           | Le Portel        | Chaudron                                     | 3500        |
| JDA Dijon Basket         | Dijon            | Palais des Sports Jean-Michel Geoffroy       | 4628        |
| JL Bourg-en-Bresse       | Bourg-en-Bresse  | Ekinox                                       | 3548        |
| Le Mans Sarthe Basket    | Le Mans          | Antarès                                      | 6023        |
| Limoges CSP              | Limoges          | Beaublanc                                    | 5516        |
| Metropolitans 92         | Levallois-Perret | Palais des Sports Marcel Cerdan              | 3051        |
| Nanterre 92              | Nanterre         | Palais des Sports / Halle Georges Carpentier | 3000 / 5009 |
| Paris Basketball         | Paris            | Halle Georges-Carpentier                     | 4746        |
| Saint-Quentin            | San Quintín      | Palais des sports Pierre Rate                | 3800        |
| SIG Basket               | Strasbourg       | Rhénus Sport                                 | 6200        |
| SLUC Nancy               | Nancy            | Palais des sports Jean-Weille                | 6041        |

## Temporada regular

### Clasificación
Actualizada a: 7 de mayo de 2024
| Pos. | Equipo                  | PJ | G  | P  | PF   | PC   | DP   | Pts | Clasificación o descenso    |
| ---- | ----------------------- | -- | -- | -- | ---- | ---- | ---- | --- | --------------------------- |
| 1    | Monaco                  | 34 | 29 | 5  | 2914 | 2535 | +379 | 63  | Clasificación para playoffs |
| 2    | Paris Basketball        | 34 | 27 | 7  | 2952 | 2531 | +421 | 61  | Clasificación para playoffs |
| 3    | ASVEL                   | 34 | 25 | 9  | 2866 | 2621 | +245 | 59  | Clasificación para playoffs |
| 4    | JL Bourg                | 34 | 25 | 9  | 2876 | 2565 | +311 | 59  | Clasificación para playoffs |
| 5    | Nanterre 92             | 34 | 20 | 14 | 2832 | 2835 | −3   | 54  | Clasificación para playoffs |
| 6    | Saint-Quentin           | 34 | 17 | 17 | 2591 | 2546 | +45  | 51  | Clasificación para playoffs |
| 7    | Cholet                  | 34 | 17 | 17 | 2710 | 2712 | −2   | 51  | Clasificación para playoffs |
| 8    | ESSM Le Portel          | 34 | 17 | 17 | 2730 | 2863 | −133 | 51  | Clasificación para playoffs |
| 9    | JDA Dijon               | 34 | 16 | 18 | 2655 | 2547 | +108 | 50  |                             |
| 10   | SLUC Nancy              | 34 | 16 | 18 | 2689 | 2829 | −140 | 50  |                             |
| 11   | Le Mans Sarthe          | 34 | 15 | 19 | 2749 | 2802 | −53  | 49  |                             |
| 12   | SIG Strasbourg          | 34 | 15 | 19 | 2643 | 2709 | −66  | 49  |                             |
| 13   | Limoges CSP             | 32 | 14 | 18 | 2667 | 2757 | −90  | 46  |                             |
| 14   | Élan Chalon             | 34 | 14 | 20 | 2755 | 2867 | −112 | 48  |                             |
| 15   | BCM Gravelines          | 34 | 12 | 22 | 2534 | 2622 | −88  | 46  |                             |
| 16   | ADA Blois               | 34 | 11 | 23 | 2737 | 2905 | −168 | 45  | Descenso a Pro B            |
| 17   | Chorale Roanne          | 34 | 10 | 24 | 2750 | 2969 | −219 | 44  | Descenso a Pro B            |
| 18   | Levallois Metropolitans | 34 | 4  | 30 | 2674 | 3109 | −435 | 38  | Descenso a Pro B            |

 Fuente: LNB.fr
Criterios de clasificación: 1) puntos; 2) enfrentamientos directos; 3) Diferencia de puntos; 4) Puntos anotados.

## Play-offs
|  | Cuartos de final | Cuartos de final | Cuartos de final | Cuartos de final | Cuartos de final |    |        | Semifinales      | Semifinales | Semifinales | Semifinales | Semifinales | Semifinales | Semifinales |  |   | Final  | Final | Final | Final | Final | Final | Final |  |
|  |                  |                  |                  |                  |                  |    |        |                  |             |             |             |             |             |             |  |   |        |       |       |       |       |       |       |  |
|  |                  |                  |                  |                  |                  |    |        |                  |             |             |             |             |             |             |  |   |        |       |       |       |       |       |       |  |
|  | 1                | Monaco           | 101              | 85               |                  |    |        |                  |             |             |             |             |             |             |  |   |        |       |       |       |       |       |       |  |
|  | 1                | Monaco           | 101              | 85               |                  |    |        |                  |             |             |             |             |             |             |  |   |        |       |       |       |       |       |       |  |
|  | 8                | ESSM Le Portel   | 70               | 78               |                  |    |        |                  |             |             |             |             |             |             |  |   |        |       |       |       |       |       |       |  |
|  | 8                | ESSM Le Portel   | 70               | 78               |                  | 1  | Monaco | 85               | 73          | 85          | 76          |             |             |             |  |   |        |       |       |       |       |       |       |  |
|  |                  |                  |                  |                  |                  | 1  | Monaco | 85               | 73          | 85          | 76          |             |             |             |  |   |        |       |       |       |       |       |       |  |
|  |                  |                  | 4                | JL Bourg         | 72               | 83 | 81     | 71               |             |             |             |             |             |             |  |   |        |       |       |       |       |       |       |  |
|  | 4                | JL Bourg         | 4                | JL Bourg         | 72               | 83 | 81     | 71               | 92          | 84          | 90          |             |             |             |  |   |        |       |       |       |       |       |       |  |
|  | 4                | JL Bourg         |                  |                  |                  |    |        |                  |             |             |             |             |             |             |  |   |        |       |       |       |       |       |       |  |
|  | 5                | Nanterre 92      | 82               | 90               | 74               |    |        |                  |             |             |             |             |             |             |  |   |        |       |       |       |       |       |       |  |
|  | 5                | Nanterre 92      | 82               | 90               | 74               |    |        |                  |             |             |             |             |             |             |  | 1 | Monaco | 90    | 70    | 88    | 115   |       |       |  |
|  |                  |                  |                  |                  |                  |    |        |                  |             |             |             |             |             |             |  | 1 | Monaco | 90    | 70    | 88    | 115   |       |       |  |
|  |                  |                  | 2                | Paris Basketball | 80               | 77 | 59     | 76               |             |             |             |             |             |             |  |   |        |       |       |       |       |       |       |  |
|  | 2                | Paris Basketball | 2                | Paris Basketball | 80               | 77 | 59     | 76               | 81          | 90          | 74          |             |             |             |  |   |        |       |       |       |       |       |       |  |
|  | 2                | Paris Basketball |                  |                  |                  |    |        |                  |             |             |             |             |             |             |  |   |        |       |       |       |       |       |       |  |
|  | 7                | Cholet           | 91               | 72               | 62               |    |        |                  |             |             |             |             |             |             |  |   |        |       |       |       |       |       |       |  |
|  | 7                | Cholet           | 91               | 72               | 62               |    | 2      | Paris Basketball | 94          | 85          | 77          | 103         | 98          |             |  |   |        |       |       |       |       |       |       |  |
|  |                  |                  |                  |                  |                  |    | 2      | Paris Basketball | 94          | 85          | 77          | 103         | 98          |             |  |   |        |       |       |       |       |       |       |  |
|  |                  |                  | 3                | LDLC ASVEL       | 81               | 89 | 86     | 98               | 92          |             |             |             |             |             |  |   |        |       |       |       |       |       |       |  |
|  | 3                | LDLC ASVEL       | 3                | LDLC ASVEL       | 81               | 89 | 86     | 98               | 92          | 91          | 92*         |             |             |             |  |   |        |       |       |       |       |       |       |  |
|  | 3                | LDLC ASVEL       |                  |                  |                  |    |        |                  |             |             |             |             |             |             |  |   |        |       |       |       |       |       |       |  |
|  | 6                | Saint-Quentin BB | 75               | 89               |                  |    |        |                  |             |             |             |             |             |             |  |   |        |       |       |       |       |       |       |  |
|  | 6                | Saint-Quentin BB | 75               | 89               |                  |    |        |                  |             |             |             |             |             |             |  |   |        |       |       |       |       |       |       |  |
|  |                  |                  |                  |                  |                  |    |        |                  |             |             |             |             |             |             |  |   |        |       |       |       |       |       |       |  |

* Indica partido con prórroga

## Estadísticas
Hasta el 5 de mayo de 2024.
| Rank | Nombre          | Equipo                | PPP  |
| ---- | --------------- | --------------------- | ---- |
| 1.   | T.J. Shorts     | Paris Basketball      | 16.1 |
| 2.   | DeVante' Jones  | Le Mans Sarthe Basket | 16.0 |
| 3.   | Nadir Hifi      | Paris Basketball      | 15.7 |
| 4.   | Justin Bibbins  | Nanterre 92           | 15.3 |
| 5.   | Bastien Vautier | ESSM Le Portel        | 14.8 |

| Rank | Nombre          | Equipo                    | APP  |
| ---- | --------------- | ------------------------- | ---- |
| 1.   | D.J. Cooper     | Chorale Roanne Basket     | 11.7 |
| 2.   | T.J. Shorts     | Paris Basketball          | 6.7  |
| 3.   | Lucas Boucaud   | Saint-Quentin Basket-Ball | 5.7  |
| 4.   | Aleksej Nikolić | Élan Chalon               | 5.4  |
| 5.   | DeVante' Jones  | Le Mans Sarthe Basket     | 5.3  |

| Rank | Nombre          | Equipo                  | RPP |
| ---- | --------------- | ----------------------- | --- |
| 1.   | Youssoupha Fall | ASVEL Lyon-Villeurbanne | 7.8 |
| 2.   | Shevon Thompson | SLUC Nancy              | 7.8 |
| 3.   | Armel Traoré    | ADA Blois               | 7.4 |
| 4.   | Neal Sako       | Cholet Basket           | 7.4 |
| 5.   | Yannis Morin    | Chorale Roanne Basket   | 7.0 |

| Rank | Nombre          | Equipo                | VPP  |
| ---- | --------------- | --------------------- | ---- |
| 1.   | D.J. Cooper     | Chorale Roanne Basket | 20.2 |
| 2.   | T.J. Shorts     | Paris Basketball      | 18.6 |
| 3.   | Shevon Thompson | SLUC Nancy            | 18.4 |
| 4.   | Bastien Vautier | ESSM Le Portel        | 18.1 |
| 5.   | Neal Sako       | Cholet Basket         | 17.3 |